# Retspsykiatri
 Der er for få eller ingen kildehenvisninger i denne artikel, hvilket er et problem. Du kan hjælpe ved at angive troværdige kilder til de påstande, som fremføres i artiklen.

Retspsykiatri er betegnelsen for et ekspertområde inden for psykiatrien, der beskæftiger sig med behandling af mennesker med psykiske lidelser, og som en følge heraf er mistænkt eller dømt for en (straffelovs)overtrædelse. Normalt medregner man ikke forhold afledt af Psykiatriloven i begrebet retspsykiatri.
De retpsykiatriske kerneområder er behandling kombineret med bevogtning af patienter med (mistænkt) sindssygdom, som er:
- varetægtsfængslet i surrogat fx m.h.p. mentalobservation
- idømt en psykiatrisk særforanstaltning, som fx dom til behandling eller anbringelse i psykiatrisk afdeling
- fængselsdømte, der under afsoning har udviklet en sindssygdom

samt udfærdigelse af lægelige erklæringer til brug for retsvæsenet.
Den typiske retspsykiatriske patient er mand, lider af skizofreni, har misbrug af alkohol og/eller andre rusmidler og med ringe skolegang. Patienter fra andre kulturkredse er overrepræsenteret. De dømmes tit for personfarlig kriminalitet. I perioden 1980-2005 er antallet af retpsykiatriske patienter i Danmark vokset fra knap 300 til knap 2000. Tilvæksten er eksponentiel og den er tiltaget siden årtusindskiftet, således at der i øjeblikket tilkommer ca. 11% flere behandlingsdømte pr. år og i dag er en syvendedel af alle psykiatriske sengepladser optaget af retspsykiatriske patienter.
Cirka en tredjedel af de retspsykiatriske patienter bor i hovedstadsområdet.
Der er i disse år tiltagende politisk bevågenhed over for retpsykiatrien og Sundhedsministeriet har i 2006 udgivet en statusrapport: Psykisk sygdom og kriminalitet Arkiveret 21. september 2006 hos  Wayback Machine

## Stigning i antallet af domme
Bjælkediagrammet til venstre viser antallet af domme til psykiatrisk behandling (blå, rød og gul). Der var en 2,3-dobling fra 1990 (venstre) til 2006, mens antallet af domme til betinget eller ubetinget fængsel faldt i samme tidsrum (se billede til højre). Den største stigning fandt sted i vold mod ”offentlig myndighed” (markeret med gul farve).
Ledende overlæge på retspsykiatrisk klinik i København Peter Kramp har peget på en forklaring: ”De amter, der havde det største fald i antallet af psykiatriske sengepladser, de havde samtidig den største stigning i antallet af retspsykiatriske patienter.”
”Stigningen skyldes især, at stadig flere skizofrene begår kriminalitet. Det konkluderes, at deinstitutionaliseringen er hovedårsag til denne udvikling.” Det modsiges af cand.scient.soc. og ph.d.-studerende ved Center for Registerforskning på Aarhus Universitet Hanne Stevens. ”Det største fald i antallet af sengepladser fandt sted i 1980'erne og 1990'erne, mens den største stigning i antallet af retspsykiatriske patienter har fundet sted efter 2000.”
Nogle, der ”blot er kriminelle” ”trækker retspsykiatri‐kortet”, siger formand for Danske Regioner Carl Holst.. Det kan ikke udelukkes, at nogle blev dømt til psykiatrisk behandling i 2006, som ville have været dømt til fængsel i 1990.
| Fra 1990 til 2006                              | dobling af domme til psykiatrisk behandling | dobling af domme til (u)betinget fængsel |
| ---------------------------------------------- | ------------------------------------------- | ---------------------------------------- |
| Domme ikke for vold (blå)                      | 1,2                                         | 0,67                                     |
| Domme for vold mod privatpersoner (rød)        | 2,6                                         | 2,1                                      |
| Domme for vold mod ”offentlig myndighed” (gul) | 10                                          | 4                                        |
| Alle domme                                     | 2,3                                         | 0,87                                     |